# NGC 3427
NGC 3427 is een spiraalvormig sterrenstelsel in het sterrenbeeld Leeuw. Het hemelobject werd in 1877 ontdekt door de Duitse astronoom Ernst Wilhelm Leberecht Tempel.

## Synoniemen
- UGC 5966
- MCG 2-28-20
- ZWG 66.43
- PGC 32559